# Pangio apoda
Pangio apoda är en fiskart som beskrevs av Ralf Britz och Maclaine 2007. Pangio apoda ingår i släktet Pangio och familjen nissögefiskar. IUCN kategoriserar arten globalt som otillräckligt studerad. Inga underarter finns listade i Catalogue of Life.